# 전설의 스타피
전설의 스타피(일본어: 伝説のスタフィー 덴세츠노 스타휘[*], 영어: The Legendary Starfy)는 토세에서 개발하고 닌텐도에서 2002년에 출시한 게임보이 어드밴스용 게임이며, 또한 그 시리즈의 이름이기도 하다.

## 시리즈 일람
- 《전설의 스타피》 (2000)
- 《전설의 스타피 2》 (2002)
- 《전설의 스타피 3》 (2003)
- 《전설의 스타피 4》 (2004)
- 《전설의 스타피: 대결! 다일 해적단》 (2005)

## 등장인물

### 스타피
주인공으로, 천계의 왕자이다.

### 스타삐
《3》부터 등장하며, 스타피의 여동생이다.